# John Henry Kyl
John Henry Kyl (Wisner, 9 de maio de 1919 – Phoenix, 23 de dezembro de 2002) foi um político americano que serviu como membro da Câmara dos Representantes dos Estados Unidos, representando o 4º distrito congressional de Iowa de 1959 a 1965 e de 1967 a 1973. Ele era membro do Partido Republicano .  
Kyl nasceu em Wisner, Nebraska, Ele se formou no Nebraska State Teachers College e na Universidade de Nebraska .

## Carreira
Kyl foi professor na Nebraska State Teachers College de 1940 a 1950. Na década de 1950, ele se mudou para Bloomfield, Iowa, onde se juntou ao seu irmão George no ramo de roupas . Ele também trabalhou como jornalista de televisão para a KTVO em Ottumwa, Iowa . 
Kyl concorreu à Câmara dos Representantes dos EUA em 1958, perdendo para Steven V. Carter . Entretanto, Carter morreu em 4 de novembro de 1959, após menos de um ano no cargo. Kyl então venceu uma eleição especial para preencher a vaga. Ele continuou a servir como representante do 4º Distrito Congressional de Iowa por dois mandatos adicionais, mas foi derrotado nas eleições de 1964 para a Câmara dos Representantes dos Estados Unidos, nas quais os democratas conquistaram 36 cadeiras na Câmara. Ele reconquistou seu antigo assento em 1966 e foi reeleito em 1968 e 1970 . A redistribuição após o censo de 1970 o colocou no mesmo distrito do democrata Neal Edward Smith, que o derrotou na eleição de 1972.